# 1535 en philosophie
Chronologie de la philosophie
- 1531
- 1532
- 1533
- 1534
- 1535
- 1536
- 1537
- 1538
- 1539

L’année 1535 a été marquée, en philosophie, par les événements suivants :

## Naissances
- Giambattista della Porta[1](en français : Jean-Baptiste de Porta), né à Vico Equense vers 1535 et mort à Naples le 4 février 1615, est un écrivain italien, polymathe, fasciné par le merveilleux, le miraculeux et les mystères naturels, qui tenta sa vie entière de séparer la « magie divinatoire » de la « magie naturelle » et de faire de cette dernière une discipline savante, solidement soutenue par la littérature classique et l'observation.

## Décès
- 6 juillet à Londres : Thomas More, latinisé en Thomas Morus (né le 7 février 1478 à Londres), chanoine, juriste, historien, philosophe, humaniste, théologien et homme politique anglais. Grand ami d'Érasme, érudit, philanthrope, il participe pleinement au renouveau de la pensée qui caractérise cette époque, ainsi qu'à l'humanisme, dont il est le plus illustre représentant anglais.